# GraphCalc
GraphCalc è una calcolatrice scientifica open source, rilasciata sotto la licenza GPL, che funziona su computer con sistema operativo Microsoft Windows, Linux e macOS, che fornisce le funzioni di una calcolatrice scientifica con grafici e funzioni di plottaggio.
Il software  è scritto in linguaggio C++ e funziona praticamente su tutti i sistemi operativi.
GraphCalc include molte delle funzioni standard delle calcolatrici grafiche; le quali sono in grado di tracciare grafici, risolvere equazioni, ed eseguire numerose altre operazioni con le variabili, ma anche includere qualche funzionalità di fascia alta:
- Alta risoluzione
- Gli schermi calcolatrice grafica ha una risoluzione in genere meno di 120×90 pixel, considerando che i monitor dei computer in genere visualizzano alla risoluzione video di 800x600 pixel o superiore.
- Velocità
  - I computer moderni sono notevolmente più veloci rispetto calcolatrici grafiche dei palmari, anche se ora tale differenza tende a non essere più fondamentale, stante l'evoluzione tecnologica degli stessi
- Grafica in 3 dimensioni
  - Mentre i calcolatori grafici di fascia alta possono fornire grafica in 3-D, GraphCalc beneficia dai moderni computer la velocità, la memoria e l'accelerazione grafica (OpenGL)

GraphCalc era all'inizio sviluppato da Brendan Fields e Mike Arrison, studenti di informatica presso la Bucknell University, prima di laurearsi nel 2000. Mike ha continuato lo sviluppo saltuariamente dal 2001 al 2003, ma da allora ha abbandonato il progetto.